# 池田進 (教育学者)
池田 進（いけだ すすむ、1911年12月16日 - 1976年10月25日）は、日本の教育学者。

## 経歴
三重県生まれ。1933年京都帝国大学文学部哲学科卒、1936年同教育学科卒。大阪女子大学助教授、1955年京都大学教育学部助教授、教授。1971年「比較教育学研究序説」で京大教育学博士。
与党自由民主党推薦で教育法案について意見を具申したことがある。
1976年10月25日、脳内出血のため京都市東山区の官舎にて死去。64歳。喪主は長男の池田善郎（当時京都大学農学部助教授）が務めた。

## 著書
- 『大学の歴史』弘文堂 世界文庫 1942
- 『教育原理 一つの批判的立場』ミネルヴァ書房 教育科学選書 1952
- 『比較教育学研究』福村出版 1969
- 『実存的教師』第一法規出版 1971
- 『比較教育学序説』ミネルヴァ書房 教育学選書 1972

### 共著編
- 『現代の教師』鈴木重信共著 第一法規出版 教育学叢書 1968
- 『現代教育の視点』編 福村出版 教育選書 1969
- 『大正の教育』本山幸彦共編 第一法規出版 1978

### 翻訳
- フィリップ・H.クームス『現代教育への挑戦 世界教育危機のシステム・アナリシス』森口兼二,石附実共訳 日本生産性本部 1969
- エドモンド J.キング『世界の学校教育 その比較研究』沖原豊共監訳 葵書房 1971